# الخانق (رداع)

تعديل مصدري - تعديل

حارة الخانق هي إحدى حارات مدينة رداع أحد مدن محافظة البيضاء، بلغ تعداد سكانها 927 نسمة حسب تعداد اليمن لعام 2004.